# 岡垣町
岡垣町（日语：／ Okagaki machi */?）是位于日本北九州市市中心西側約30公里的一個城鎮，屬於北九州都市圈的一部份。
由於岡垣町距離福岡市也只有40公里的距離，因此它同時是北九州市和福岡市兩地的通勤城市，居民中約有10%是至北九州市通勤，5%是至福岡市通勤。
轄區北部面臨響灘，西部與宗像市接鄰的地區為300至400公尺的山丘。

## 人口
| 岡垣町人口分布圖 |                                               |  |
| 岡垣町與日本全國年齡別人口分布比較圖 （2005年資料） | 岡垣町的年齡、男女別人口分布圖 （2005年資料） |  |
| ■紫色是岡垣町 ■綠色是全国 | ■藍色是男性 ■紅色是女性                       |  |
| 岡垣町人口變化 \| 1970年 \| 16,760人 \| \| \| 1975年 \| 21,483人 \| \| \| 1980年 \| 25,327人 \| \| \| 1985年 \| 27,872人 \| \| \| 1990年 \| 27,896人 \| \| \| 1995年 \| 28,807人 \| \| \| 2000年 \| 30,417人 \| \| \| 2005年 \| 31,332人 \| \| \| 2010年 \| 32,119人 \| \| \| 2015年 \| 31,580人 \| \| \| 2020年 \| 31,007人 \| \| |                                               |  |
| 資料來源：日本總務省統計中心提供之人口普查數據 |                                               |  |
| 1970年 | 16,760人                                      |  |
| 1975年 | 21,483人                                      |  |
| 1980年 | 25,327人                                      |  |
| 1985年 | 27,872人                                      |  |
| 1990年 | 27,896人                                      |  |
| 1995年 | 28,807人                                      |  |
| 2000年 | 30,417人                                      |  |
| 2005年 | 31,332人                                      |  |
| 2010年 | 32,119人                                      |  |
| 2015年 | 31,580人                                      |  |
| 2020年 | 31,007人                                      |  |

## 歷史
在2004年遠賀郡下四町曾進行合併討論，但在九月份的公民投票中遭到否決。

### 年表
- 1889年4月1日：實施町村制，現在轄區在當時分屬：遠賀郡岡縣村、矢矧村。
- 1907年10月1日：岡縣村和矢矧村合併合併為岡垣村。
- 1962年10月1日：改制為岡垣町。

### 變遷表
| 1889年以前 | 1889年4月1日 | 1889年 - 1912年      | 1912年 - 1944年      | 1945年 - 1989年      | 1989年 - 現在        | 現在                 |
| ---------- | ------------ | -------------------- | -------------------- | -------------------- | -------------------- | -------------------- |
|            | 岡縣村       | 1907年10月1日 岡垣村 | 1907年10月1日 岡垣村 | 1962年10月1日 岡垣町 | 1962年10月1日 岡垣町 | 1962年10月1日 岡垣町 |
|            | 矢矧村       | 1907年10月1日 岡垣村 | 1907年10月1日 岡垣村 | 1962年10月1日 岡垣町 | 1962年10月1日 岡垣町 | 1962年10月1日 岡垣町 |

## 交通

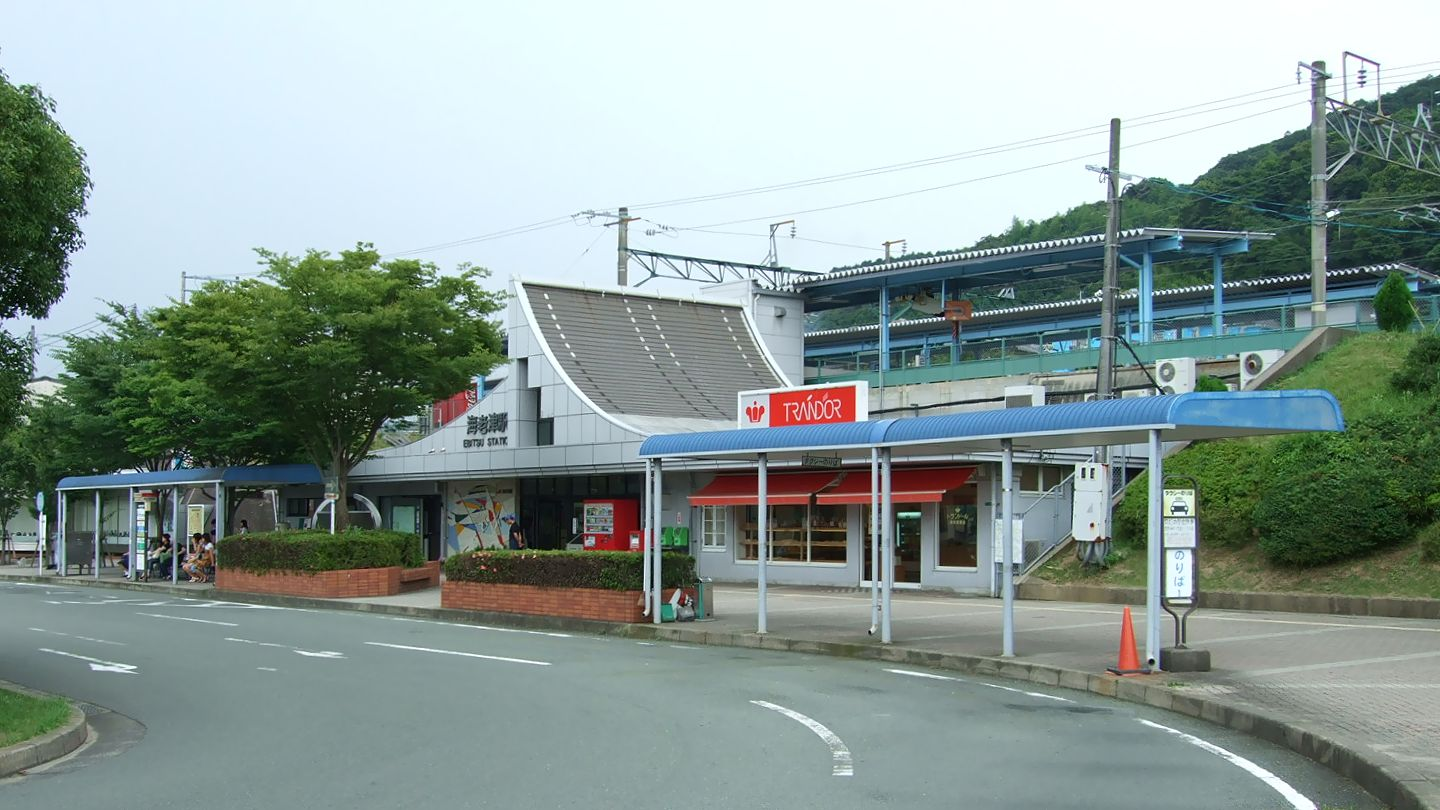
海老津車站

### 鐵路
- 九州旅客鐵道
  - 鹿兒島本線：海老津車站

## 觀光資源

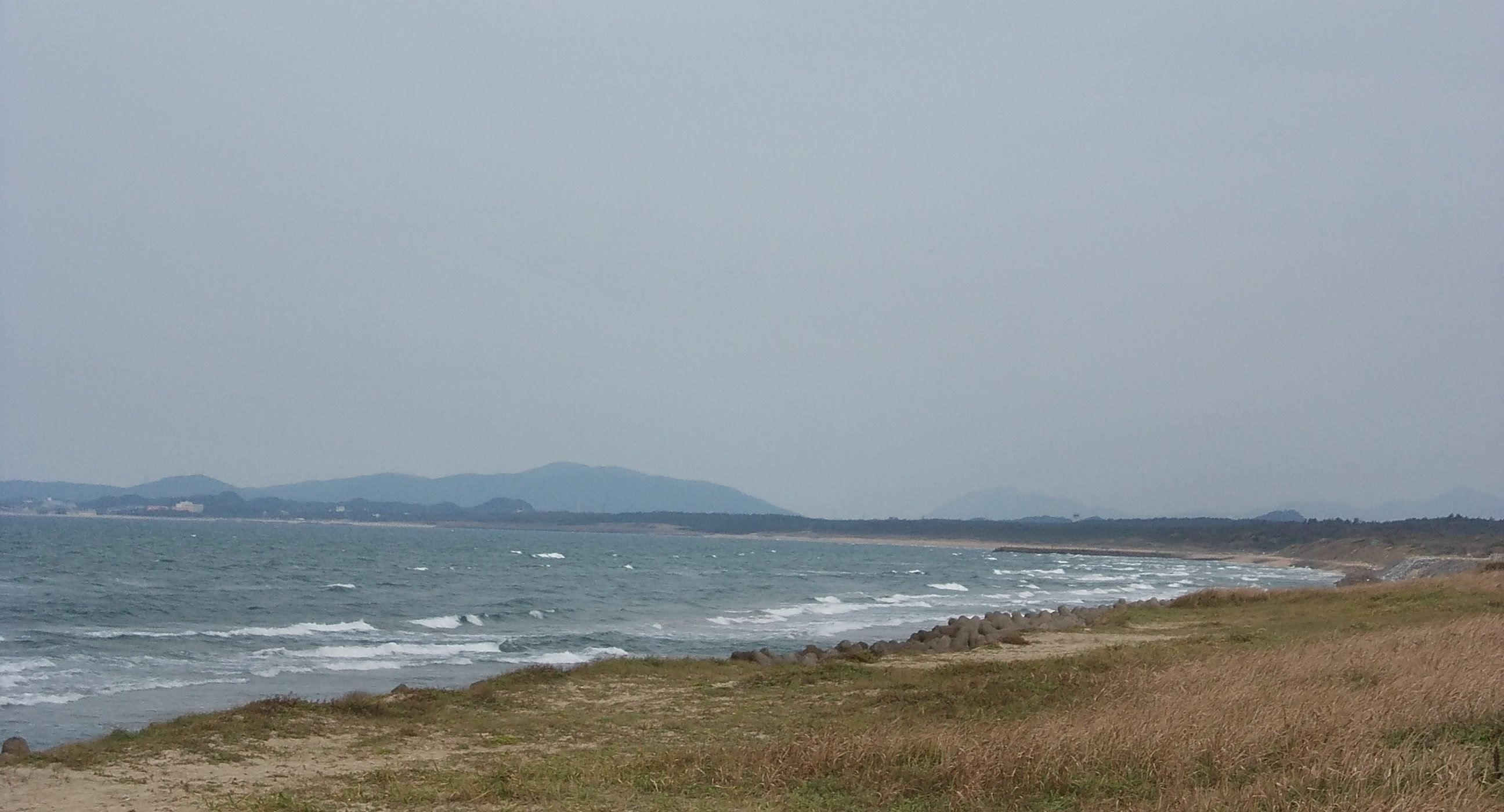
三里松原

- 幽靈坂
- 三里松原（日本白砂青松100選之一）
- 筑前岡城遺跡
- 金比羅山

## 本地出身之名人
- 池田信太郎：羽球選手
- 石橋杏奈：女演員
- 大野隆治：職業棒球選手

## 外部連結
- （日語） 岡垣町商工會
- （日語） OIA岡垣國際交流協會